# Мочалов, Михаил Александрович
Михаил Александрович Мочалов (род. 29 июня 1994) — российский футболист, полузащитник.
В 2013—2015 годах играл в любительском клубе из Московской области «Торпедо» Жаворонки, был лидером команды. Летом 2015 перешёл в армянскую «Мику». Сыграл три матча в чемпионате — в третьем туре вышел на замену за пять минут до конца матча, в 7 и 8 турах выходил на замену на последней минуте. Провёл полный матч в Суперкубке Армении, где «Мика» проиграла «Пюнику» 0:3. C 2016 по 2017 играл в ДЮСШ Краснознаменск.